# イオー・ジマ (空母)

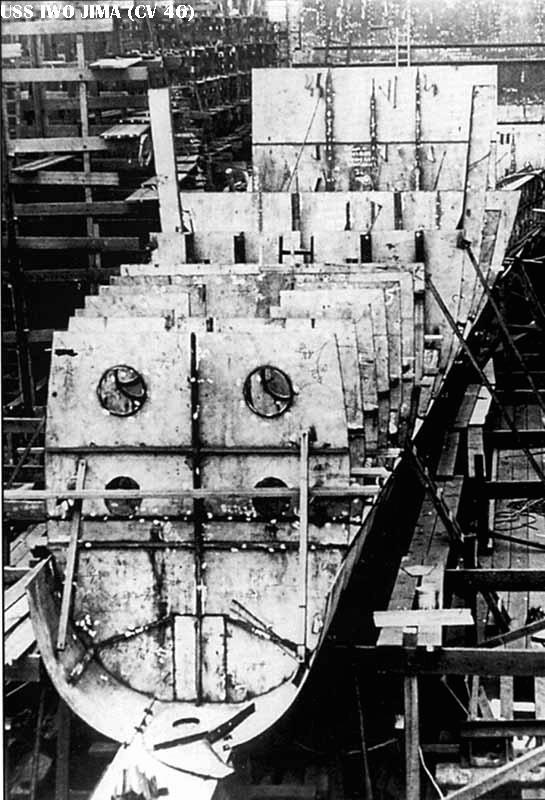
建造中のイオー・ジマ(1945年)

イオー・ジマ (Iwo Jima, CV-46) は、アメリカ海軍のエセックス級航空母艦。未成航空母艦。艦名は太平洋戦争の硫黄島の戦いに因む。
イオー・ジマはバージニア州ニューポート・ニューズのニューポート・ニューズ造船 & 乾ドック社にて1945年1月より建造が開始された。第二次世界大戦の戦況より、終戦が間近で過剰兵力と判断され、1945年8月12日に建造が中止された。船体はスクラップとして廃棄された。